# クレイボーン・ペル
クレイボーン・デ・ボルダ・ペル（Claiborne de Borda Pell 1918年11月22日 - 2009年1月1日）は、アメリカ合衆国の政治家。1961年から1997年まで6期に渡り、ロードアイランド州選出のアメリカ合衆国上院議員を務めた。ペル・グラント（Pell Grant）という大学の奨学制度の基金を作った。民主党に所属し、最も長く上院議員を務めた。